# Biman Bangladesh Airlines
Biman Bangladesh Airlines (бенг. বিমান বাংলাদেশ এয়ারলাইনস), известная как Biman (бенг. বিমান), — национальный авиаперевозчик Бангладеш. Базируется в международном аэропорту Дакки, а также выполняет полёты из аэропортов других крупных городов страны — Читтагонга и Силхета. Основной деятельностью компании является организация перевозок паломников во время хаджа, туристов, мигрантов и сезонных рабочих. На внутреннем рынке авиакомпании составляют конкуренцию частные авиаперевозчики Regent Airways и United Airways.
В период с февраля 1972 года до 1996 года Biman была монополистом в индустрии региональных авиаперевозок Бангладеш. До 23 июля 2007 года, когда Biman была преобразована в публичную компанию, компания находилась во владении государства. С 2007 года авиакомпания ведёт активное обновление флота, для чего с авиастроительной компанией Boeing были заключены твёрдые контракты на 10 новых самолётов, и постепенное сокращение штата сотрудников. Biman Bangladesh Airlines допущена к полётам в Европу, а также успешно прошла аудит безопасности IATA, после чего компания возобновила выполнение рейсов в некоторые страны Европы и Азии.

## История
Biman Bangladesh Airlines была основана 4 января 1972 года указом президента № 126 как национальная авиакомпания Бангладеш. Изначально штат компании составляли 2 500 бывших работников Pakistan International Airlines, включая семнадцать пилотов Boeing 707. В начале операционной деятельности авиакомпания называлась Air Bangladesh, но вскоре она была переименована и получила своё современное название.

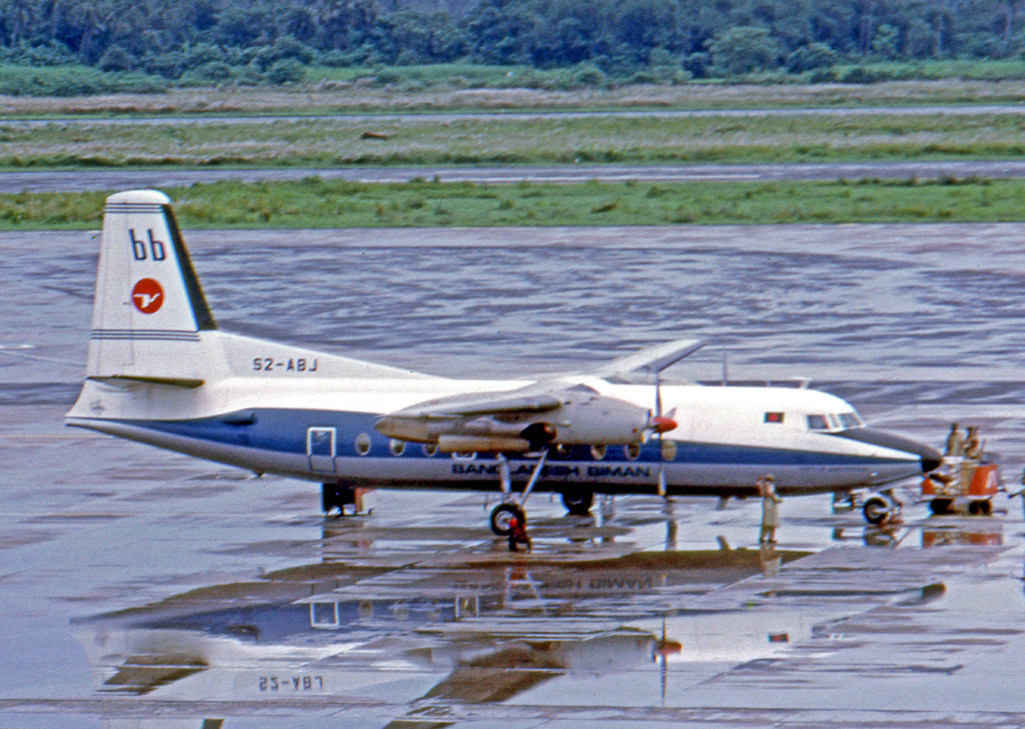
Fokker F-27 Friendship Biman Bangladesh Airlines в 1974 году

4 февраля 1972 года компания начала выполнение внутренних рейсов между Даккой и Читтагонгом на единственном собственном самолёте — ранее эксплуатировавшемся в Индии Douglas DC-3. 10 февраля 1972 года этот самолёт разбился под Даккой во время испытательного полёта, в связи с чем во флот были включены два Fokker F-27, ранее принадлежавшие индийской авиакомпании Indian Airlines. В скором времени после этого в состав флота вошёл первый Douglas DC-6, взятый в аренду Всемирным советом церквей и использованный авиакомпанией для открытия рейсов из Дакки в Калькутту. 4 марта 1972 года авиакомпания открыла еженедельные рейсы в Лондон на Boeing 707, взятом в лизинг у British Caledonian Airlines. Всего в первый год операционной деятельности Biman Bangladesh Airlines выполнила 1 079 рейсов и перевезла более 380 000 пассажиров.

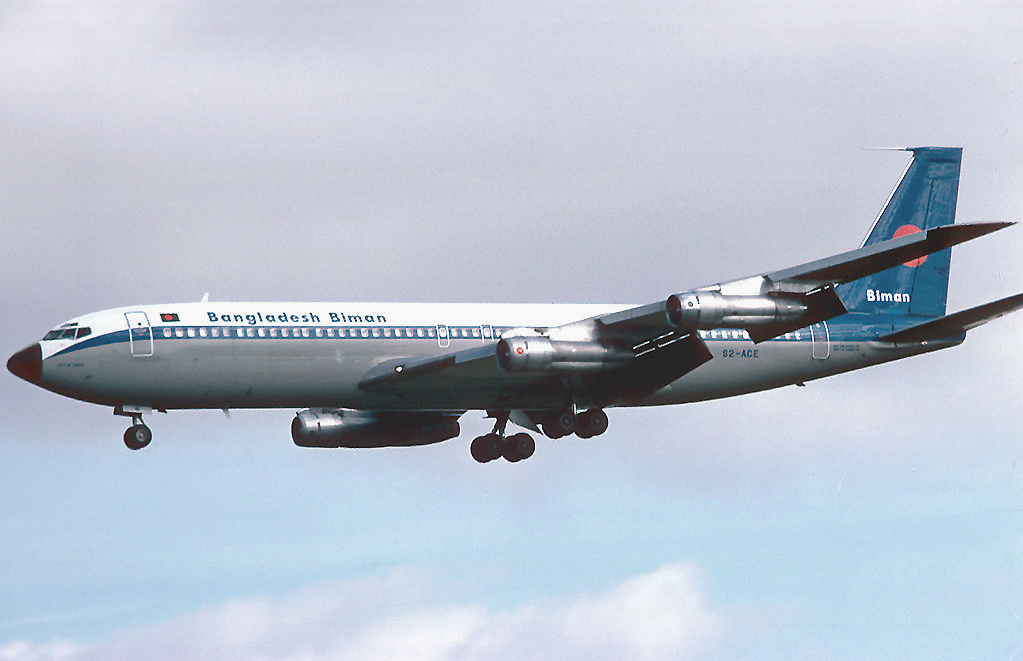
Boeing 707-300C авиакомпании в международном аэропорту Хитроу, 1981 год

На протяжении 1973 года авиакомпания постепенно наращивала парк воздушных судов и увеличивала частоту рейсов: так, в течение года парк пополнился четырьмя Fokker F-27, что позволило увеличить частоту рейсов Дакка — Калькутта до двух в день, и одним Boeing 707, благодаря чему рейс в Лондон стал выполняться дважды в неделю. В 1974 году началось расширение маршрутной сети: были открыты рейсы в Катманду, Бангкок и Дубай. В 1981 году Biman Bangladesh Airlines начала эксплуатацию двух Fokker F28-4000, а в 1983-м — трёх Douglas DC-10-30, которые постепенно заменили стареющие Boeing 707. 5 августа 1984 года произошла крупнейшая в истории компании авиакатастрофа — Fokker F-27, летевший из Читтагонга в Дакку с 45 пассажирами на борту, из-за ошибки экипажа не долетел до полосы международного аэропорта Дакки и разбился. В 1996 году для выполнения дальнемагистральных рейсов Biman приобрела Airbus A310-300.
В 2000-х и 2010-х годах Biman часто критиковалась за многочисленные задержки рейсов. Так, в 2012 году лишь 35 % рейсов авиакомпании вылетели по расписанию. В 2010-х годах с целью экономии средств устаревшие модели самолётов были заменены на новые: в 2012 году все имевшиеся у Biman Fokker F28 были выведены из эксплуатации и заменены на Boeing 737-800, а двумя годами позже, 24 февраля 2014 года, была прекращена эксплуатация Douglas DC-10.

## Собственники и руководство
По состоянию на апрель 2017 года должность генерального директора занимает маршал авиации в отставке Джамал Уддин Ахмед, в то время как исполнительным директором авиакомпании является Мосаддик Ахмед. В период с марта 2013 до апреля 2014 года должность исполнительного директора занимал Кевин Джон Стил, который стал первым иностранным исполнительным директором за всю историю Biman Bangladesh Airlines. 19 апреля 2014 года Стил уволился из-за проблем со здоровьем.
С момента основания и до 22 июля 2007 года авиакомпания находилась во владении государства. 23 июля Biman Bangladesh Airlines стала крупнейшей в Бангладеш публичной компанией.

### Приватизация
Начиная с конца 1990-х годов из-за неправильного управления авиакомпания была хронически убыточна, в связи с чем 2004 году правительство Бангладеш предложило продать 40 % акций Biman иностранным авиаперевозчикам с передачей им управления компанией. Однако из-за того, что право принятия некоторых ключевых решений оставалось за государством, покупателей найдено не было.
В мае 2007 года правительством Бангладеш были обнародованы планы по превращению Biman Bangladesh Airlines в публичную компанию, доли в которой должны были получить 7 других публичных организаций. Саму авиакомпанию планировалось переименовать в Bangladesh Airlines. В рамках реструктуризации была введена система добровольного выхода на пенсию с целью уменьшения отношения числа работников на один самолёт. До приватизации Biman на один самолёт авиакомпании приходилось 367 рабочих, в то время как у развитых авиаперевозчиков эта цифра составляла в среднем 200 рабочих. Штат планировалось сократить на 1 600 человек, но было получено более 2 600 заявок на увольнение. 1863 из них были удовлетворены. 23 июля 2007 года Biman стала крупнейшей в Бангладеш публичной компанией, при этом 51 % акций получило государство, а оставшиеся 49 % были распределены между семью членами совета директоров. Первоначальные планы по переименованию авиакомпании были отвергнуты.
В 2007—2008 финансовом году Biman впервые за десятилетие отчиталась о прибыли в 60 миллионов бангладешских так. В 2008—2009 финансовом году прибыль составила 150 миллионов бангладешских так, однако в 2009—2010 финансовом году авиакомпания вновь получила убыток в 800 миллионов бангладешских так. В 2010—2011 и 2011—2012 финансовых годах ситуация не улучшилась: авиакомпания отчиталась об убытке в 2 миллиарда и 6 миллиардов бангладешских так соответственно. В 2012—2013 финансовом году Biman также получила убыток в 1,9 миллиарда бангладешских так. Авиакомпания отчиталась о прибыли в 2,72 миллиарда бангладешских так в 2014—2015 финансовому году. По состоянию на декабрь 2013 года долг Biman Bangladesh Airlines составлял 15,6 миллиардов бангладешских так, в том числе почти 3,7 миллиарда перед управлением гражданской авиации Бангладеш и 8,5 миллиардов перед поставщиком авиатоплива Padma Oil Company.

## Флот
В апреле 2017 года Biman Bangladesh Airlines эксплуатировала следующие самолёты:

### Выведенные из эксплуатации модели
В различные периоды своей истории Biman также использовала следующие типы воздушных судов:
- Airbus A310-300
- BAe ATP
- Boeing 707-120B
- Boeing 707-320
- Boeing 707-320B
- Boeing 707-320C
- Boeing 737-300
- Boeing 747-200
- Boeing 747-300
- Boeing 747-300M
- Boeing 747-400
- Boeing 777-200
- Douglas DC-6B
- Douglas DC-8-40
- Douglas DC-8-50
- Fokker F27-200
- Fokker F27-600
- Fokker F28-4000
- McDonnell Douglas MD-80
- McDonnell Douglas DC-10-15
- McDonnell Douglas DC-10-30
- McDonnell Douglas DC-10-30ER

### Схема окраски самолётов
Схемы окраски самолётов
Biman Bangladesh Airlines

## Дочерние компании
Biman владеет рядом дочерних компаний, занимающихся наземным и техническим обслуживанием самолётов, а также приготовлением бортового питания.
| Компания                            | Род деятельности                   | Год основания |
| ----------------------------------- | ---------------------------------- | ------------- |
| Biman Ground Handling               | Наземное обслуживание самолётов    | 1972          |
| Biman Poultry Complex               | Разведение птиц                    | 1980          |
| Bangladesh Airlines Training Centre | Подготовка персонала               | 1987          |
| Biman Flight Catering Centre        | Приготовление бортового питания    | 1989          |
| Biman Engineering                   | Техническое обслуживание самолётов | 2004          |

## Серьёзные авиапроисшествия
За всю историю Biman Bangladesh Airlines с её самолётами произошло 11 авиапроисшествий, 2 из которых повлекли за собой человеческие жертвы, а ещё 6 — списание самолёта.